# Bruno (football, décembre 1984)
Pour les articles homonymes, voir Bruno.
Bruno Fernandes de Souza, plus communément appelé Bruno né le 23 décembre 1984 à Belo Horizonte, est un footballeur brésilien.
Il évolue au poste gardien de but au Boa Esporte Clube.

## Carrière
Bruno Fernandes de Souza joue successivement dans les équipes suivantes : Atlético Mineiro, Corinthians Paulista et CR Flamengo.
Son contrat est suspendu en juillet 2010 et, finalement, est rompu en décembre 2012.
Le 10 mars 2017, il signe au Boa Esporte Clube.
Le bilan de sa carrière s'élève à 153 matchs en première division brésilienne, pour 2 buts, 25 matchs en Copa Libertadores (un but), et deux matchs en Copa Sudamericana.

## Palmarès
- Champion du Brésil en 2009 avec Flamengo
- Champion de Rio de Janeiro en 2007, 2008 et 2009 avec Flamengo

## Affaires judiciaires
Le 8 mars 2013, il est condamné à 22 ans de prison pour l'agression et le meurtre d'Eliza Samudio, son ancienne petite amie et mère de son plus jeune enfant. Il avait reconnu avoir découpé en morceaux le corps de sa victime avant de le jeter aux chiens. L'affaire avait bouleversé tout le pays.
Il est relâché le 24 février 2017, après avoir purgé moins d'un tiers de sa peine. Le 25 avril, la Cour suprême annule sa remise en liberté et ordonne sa réincarcération.
Le vendredi 19 juillet 2019, il sort de prison. Toutefois, il doit purger le reste de sa peine en résidence surveillée.